# 韋爾登貝格湖
47°10′03″N 9°27′50″E / 47.16750°N 9.46389°E

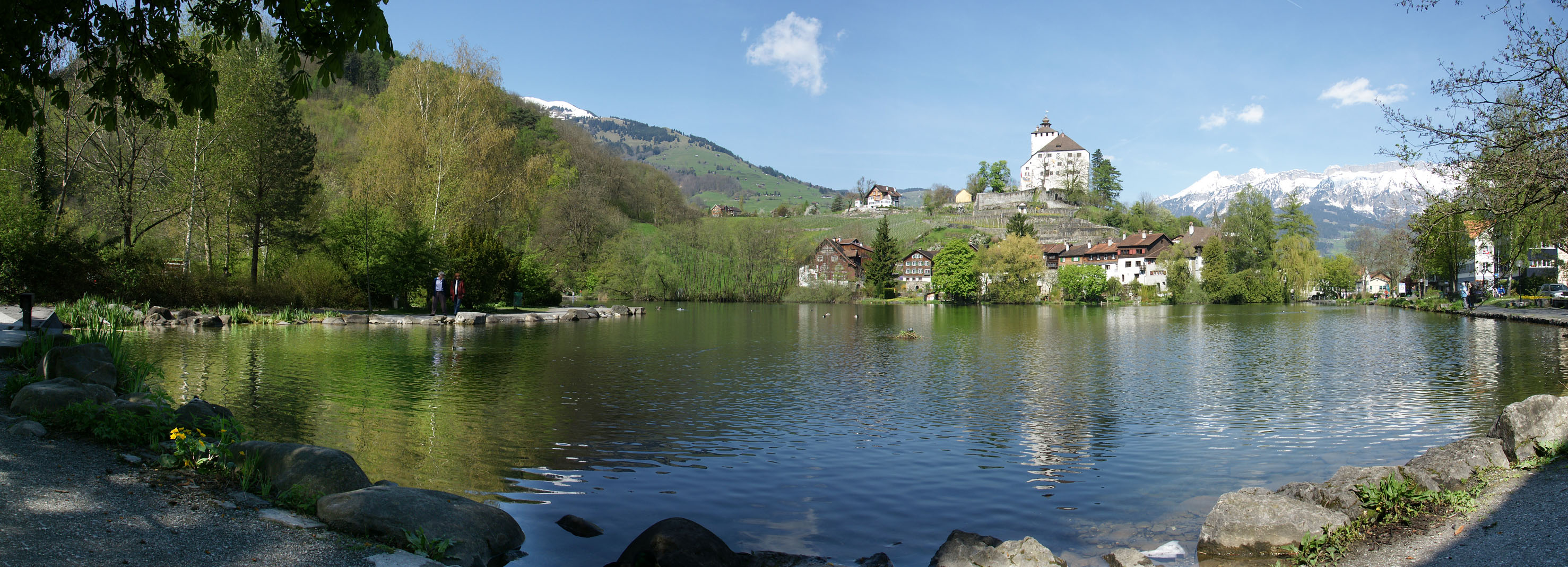

韋爾登貝格湖（Werdenbergersee），是瑞士的湖泊，位於該國東北部，由聖加侖州負責管轄，處於格拉布斯附近，該湖泊長0.3公里、寬0.2公里，海拔高度445米。